# Седых, Анатолий Юрьевич
Анато́лий Ю́рьевич Седы́х (род. 1 мая 1970) — советский и российский футболист, полузащитник и нападающий.

## Карьера
С 1986 по 1988 год играл за волжское «Торпедо», в 27 матчах забил 2 гола. Сезон 1988 года провёл в камышинском «Текстильщике», забил 1 мяч в 21 встрече. В 1989 году сначала выступал за львовские «Карпаты», в 25 играх забив 1 гол, а затем перешёл в клуб «Чайка-ЦСКА», где провёл 10 матчей.
В 1990 году играл за «Дрогобыч», принял участие в 37 встречах. В 1991 году вернулся в «Текстильщик», в 19 матчах забил 2 мяча, после чего пополнил ряды «Ротора», где и доиграл сезон, проведя 22 встречи, забив 4 гола и став победителем Первой лиги СССР.
В 1992 году в составе «Ротора» дебютировал в Высшей лиге России, где сыграл 15 матчей и забил 1 мяч. Сезон 1993 года провёл в клубе «Звезда-Русь», в 14 играх забил 2 гола. С 1994 по 1996 год защищал цвета «Уралана», забил 11 мячей в 70 поединках.
В 1996 году забил 9 голов в 24 играх за кисловодский «Олимп», после чего пополнил ряды ставропольского «Динамо», где в 11 матчах отметился 2 мячами. Сезон 1998 года провёл в клубе «Локомотив-Тайм», сыграл 29 матчей, забил 7 голов.
В 1999 принял участие в 3 играх клуба «Славянск», после чего пополнил ряды «Кубани», за которую провёл 12 матчей и забил 1 мяч. С 2001 по 2002 год выступал за анапский «Спартак», сыграл 59 встреч и забил 17 голов в первенстве, и ещё 1 поединок провёл в Кубке России.
В начале 2003 года пополнил ряды крымского «Витязя», провёл 14 матчей, в которых забил 3 мяча, в первенстве и 1 поединок в Кубке, после чего вернулся в «Спартак», где и доиграл сезон, забив 5 голов в 19 встречах. В начале 2004 года перешёл в «Олимпию», принял участие в 14 играх команды, в которых забил 1 мяч, в первенстве и в 2 матчах Кубка России, после чего пополнил ряды «Дружбы», за которую провёл 6 встреч.
В сезоне 2005 года выступал за ростовский СКА, в 16 матчах забил 2 гола. В 2006 году играл за минский «Локомотив», в составе которого провёл 10 встреч и забил 2 мяча в Высшей лиге Белоруссии.

## Достижения
- Победитель Первой лиги: 1991
- Победитель зоны «Юг» Второй лиги: 1999
- Серебряный призёр 2-й зоны Второй лиги: 1993
- Бронзовый призёр Второй лиги (2): 1996 (зона «Запад»), 2008 (зона «Юг»)